# Граунд
Гра́унд (англ. ground, вар. англ. grounde, grownde — «основа») в английской музыке — пьеса в форме вариаций на basso ostinato. Термин встречается с конца XVI века и широко используется в заголовках музыкальных произведений английских вирджиналистов.
Практически все английские композиторы-инструменталисты XVII века писали граунды, обычно с заголовками-посвящениями видным светским персонам, своим друзьям и знакомым, например, «My Ladye Nevells Grownde», «Hughe Ashtons Grownde», «Tregian's Grownde» У.Бёрда, самому себе («Граунд доктора Булла» Дж.Булла, 2 версии) или просто без всяких тематических уточнений (как у Ж.Фарнеби, Т.Томкинса, Г.Пёрселла).
От граундов-вариаций следует отличать пьесы на неизменный бас (basso ostinato, ground bass) как, например, часто исполняемая ныне песня Пёрселла «Music for a while» из музыки к спектаклю «Эдип», z583 (1692).